# Посольство Великобритании (Дублин)
Посольство Великобритании в Ирландии (англ. Embassy of the United Kingdom in Ireland) — главное дипломатическое представительство Королевства Великобритании и Северной Ирландии в Республике Ирландия. Здание посольства находится на Меррион-роуд в районе Болсбридж в Дублине. В настоящее время послом Великобритании в Ирландии является Пол Джонстон.

## История
В 1922 году было основано Ирландское свободное государство. Через год в Лондоне была открыта Верховная комиссия Ирландии, ныне посольство Ирландии в Великобритании. Тем временем, Великобритания не имела в Ирландии дипломатического представительства. Единственным британским представителем здесь был Комиссар по торговле, впервые назначенный в 1929 году. Только в 1939 году в Дублине была открыта дипломатическая миссия, известная как «представительство Великобритании».
В 1948 году парламентом Ирландии был принят Закон об Ирландской Республике, в соответствии с которым Ирландия вышла из британского Содружества наций. В следующем году дипломатическая миссия Великобритании в Дублине была переименована в посольство, а главе миссии был присвоен ранг посла.
До 1972 года посольство занимало здание под номером 39 на Меррион-сквер в южной части Дублина. 2 февраля того же года оно сгорело дотла из-за поджога во время анти-британской демонстрации в ответ на Кровавое воскресенье — резню в Лондондерри, устроенную военными парашютного полка британской армии, которые расстреляли мирную демонстрацию и убили четырнадцать безоружных ирландцев, выступавших за гражданские права.
В 1981 году протестующие попытались штурмовать посольство Великобритании в ответ на голодовку заключённых в британской тюрьме членов Ирландской республиканской армии.
Современное здание посольства на Меррион-роуд было построено в 1995 году по проекту архитектурного бюро Эллис и Моррисон. Оно находится в центре двора, окруженного стеной, по подобию средневековых монастырей.
После смерти королевы Елизаветы II 8 сентября 2022 года президент Ирландии Майкл Дэниел Хиггинс, в сопровождении премьер-министра Михола Мартина и министра иностранных дел Саймона Ковени, посетил посольство Великобритании в Дублине и выразил свои соболезнования.

## Резиденция посла
Официальной резиденцией посла Великобритании в Дублине с середины XX века является особняк Гленкерн-хаус, расположенный на Мёрфистаун-роуд в районе Лепардстаун.